# São João dos Montes

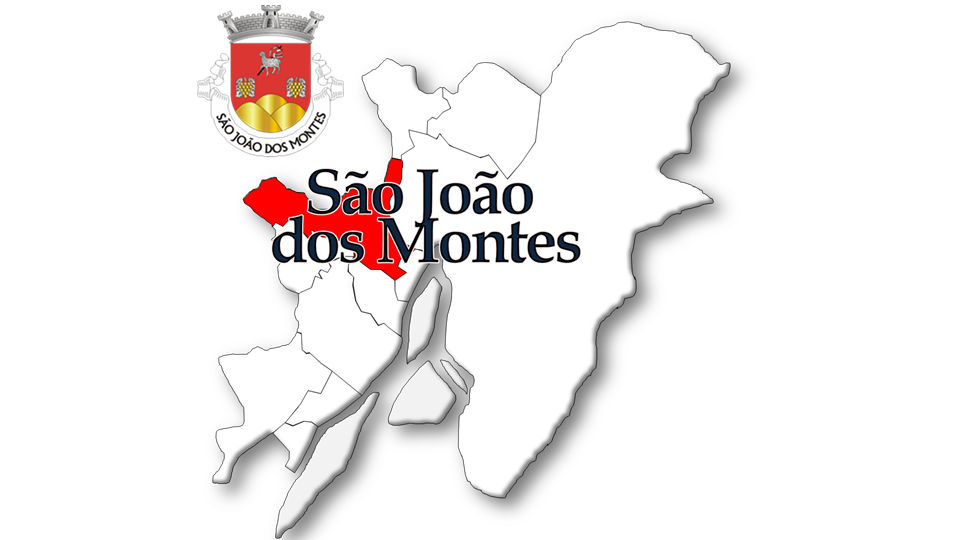
Localização da Freguesia de São João dos Montes no Município de Vila Franca de Xira

São João dos Montes é uma povoação portuguesa do Município de Vila Franca de Xira que foi sede da extinta Freguesia de São João dos Montes, freguesia que tinha 17,99 km² de área e 6 018 habitantes (2011), e, por isso, uma densidade populacional de 334,5 hab/km².
A Freguesia de São João dos Montes foi extinta em 2013, no âmbito de uma reforma administrativa nacional, tendo o seu território sido agregado ao das freguesias de Calhandriz e Alhandra, para formar uma nova freguesia denominada União das Freguesias de Alhandra, São João dos Montes e Calhandriz com sede em Alhandra.
Em São João dos Montes existe um cemitério.

## População

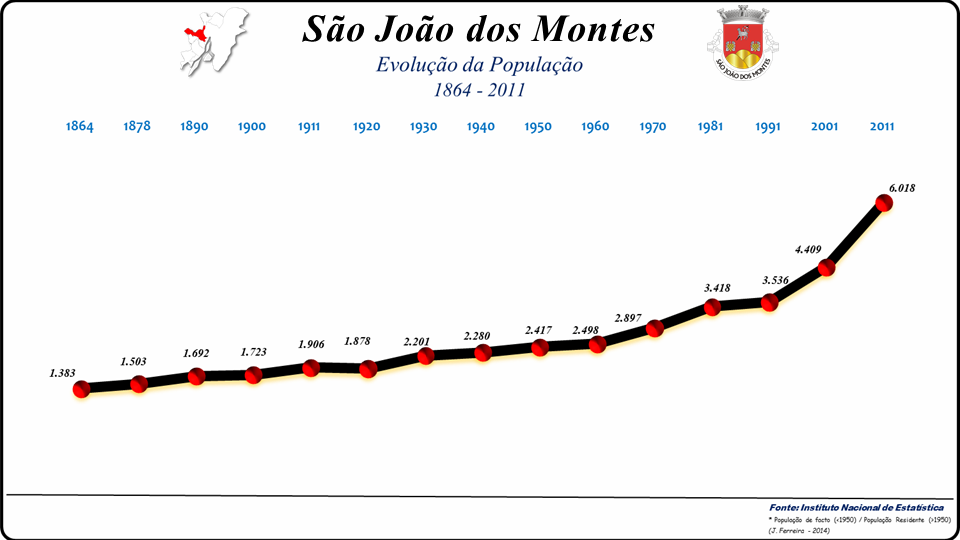
Evolução da População 1864 / 2011

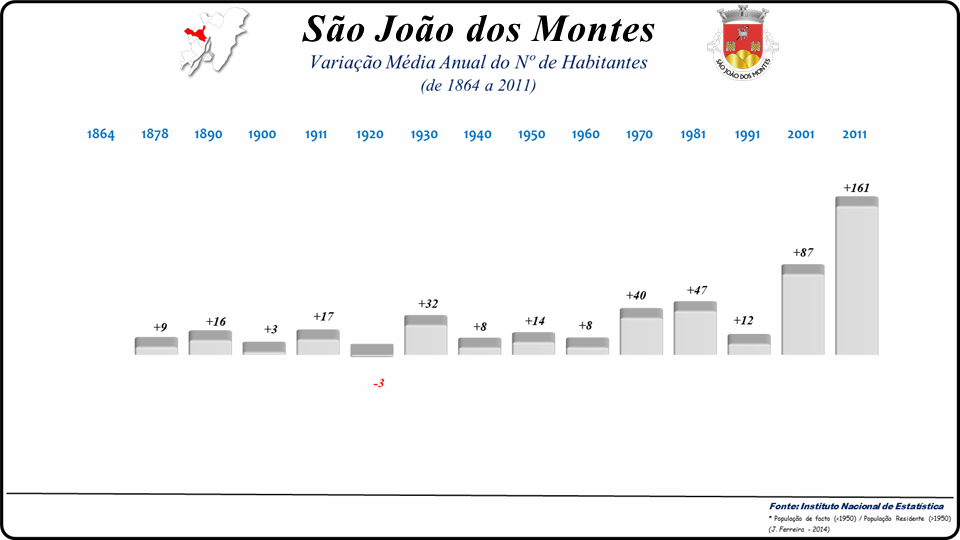
Variação da População 1864 / 2011

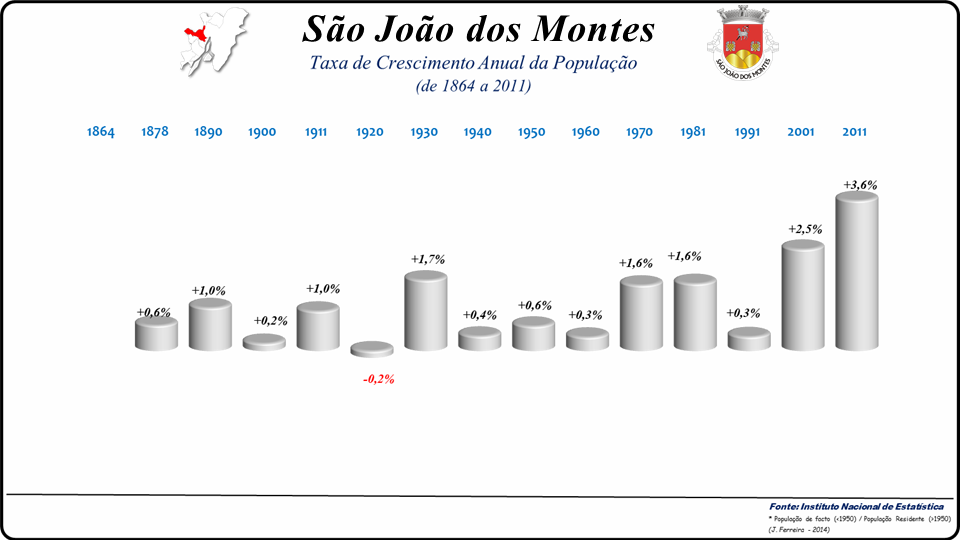
Variação da População 1864 / 2011

| População da freguesia de São João dos Montes | População da freguesia de São João dos Montes | População da freguesia de São João dos Montes | População da freguesia de São João dos Montes | População da freguesia de São João dos Montes | População da freguesia de São João dos Montes | População da freguesia de São João dos Montes | População da freguesia de São João dos Montes | População da freguesia de São João dos Montes | População da freguesia de São João dos Montes | População da freguesia de São João dos Montes | População da freguesia de São João dos Montes | População da freguesia de São João dos Montes | População da freguesia de São João dos Montes | População da freguesia de São João dos Montes |
| --------------------------------------------- | --------------------------------------------- | --------------------------------------------- | --------------------------------------------- | --------------------------------------------- | --------------------------------------------- | --------------------------------------------- | --------------------------------------------- | --------------------------------------------- | --------------------------------------------- | --------------------------------------------- | --------------------------------------------- | --------------------------------------------- | --------------------------------------------- | --------------------------------------------- |
| 1864                                          | 1878                                          | 1890                                          | 1900                                          | 1911                                          | 1920                                          | 1930                                          | 1940                                          | 1950                                          | 1960                                          | 1970                                          | 1981                                          | 1991                                          | 2001                                          | 2011                                          |
| 1 383                                         | 1 503                                         | 1 692                                         | 1 723                                         | 1 906                                         | 1 878                                         | 2 201                                         | 2 280                                         | 2 417                                         | 2 498                                         | 2 897                                         | 3 418                                         | 3 536                                         | 4 409                                         | 6 018                                         |

; 
;
;

## Património
- Quinta do Bulhaco (parte da primitiva quinta), incluindo a Casa Grande, os pátios, as dependências agrícolas, a azenha, a casa de fresco, o Casal do Pereiro, o sistema hidráulico e terrenos agrícolas e silvículas
- Quinta Municipal de Subserra
- Existe um cemitério em São João dos Montes
- Ermida de São Romão.